# Ardenský bouvier
Ardenský bouvier je psí plemeno uznáno pod FCI ve skupině 1 pod číslem 171. Je to staré plemeno vyšlechtěné v Belgii. Kromě hlavního využití, kterým bylo pasení a zahánění dobytka, se používal také jako pes hlídací. Dnes je to krajně vzácné plemeno, kterému hrozí vymizení.
Vzniklo křížením flanderských bouvierů, belgických ovčáků malinois a možná i briardů za účelem vytvoření dokonalého pasteveckého psa. Ještě ve čtyřicátých letech 20. století byl jeho chov poměrně populární, několik jedinců bylo vyvezeno do USA, později zájem poklesl a v současnosti plemeno vymírá.
Ocas se obvykle kupíruje, ale uši, na rozdíl od flanderského bouviera ne. Ardenský bouvier je středně vysoký pes s výškou v kohoutku okolo 60 cm, hmotnost kolem 25 kg. Hlava je trochu větší, než by měla být v poměru k tělu, uši velké a špičaté, stojící. Přední končetiny rovné, zadní s malými úhly v kloubech. Srst je střední délky.
Ardenský bouvier je přítulný, k cizím nedůvěřivý. Vyžaduje pravidelnou fyzickou námahu, například ve formě procházek. Nevyžaduje zvláštní péči.